# Corrado Colabucci
Corrado Colabucci (Legnago, 17 agosto 1935 – Legnago, 26 dicembre 2002) è stato un costumista italiano attivo in televisione e nel cinema.

## Biografia
Figlio di un magistrato, dopo aver conseguito la laurea in giurisprudenza, intraprese la professione di costumista giungendo anche a Parigi, dove esordì nel 1958 con lo spettacolo La Nouvelle Eve. Per due volte consecutive – circa dieci anni – ebbe l'incarico di disegnare e creare i costumi degli spettacoli al celebre Moulin Rouge, tornandoci in seguito nel 1984 e nel 1999.
Nella televisione italiana lavorò per oltre quarant'anni in molti varietà di successo, tra i quali due edizioni di Canzonissima (1968 e 1969) Formula due (1973), Milleluci (1974), Tante scuse (1974), Di nuovo tante scuse (1975), Noi... no! (1977) Fantastico (1979), Due come noi, diretto da Antonello Falqui (1979), Al Paradise (1983), Galassia 2 per la regia di Gianni Boncompagni (1983), nella soap opera Incantesimo e in alcuni sceneggiati e telefilm, tra i quali I racconti di padre Brown (1970).
Nella sua carriera ha vestito, tra le altre, Loretta Goggi, Raffaella Carrà, Mina e Heather Parisi. Ha lavorato anche nella televisione spagnola, sempre con la Carrà, nello show ¡Hola Raffaella!, e negli Stati Uniti, con il film Amare per vivere, remake del film Stazione Termini.
Sul grande schermo ha esordito nel 1967 in un film diretto da Steno, ma la sua attività fu più saltuaria; partecipò ad altri nove film, alcuni di buon rilievo, fino al 2000.
Muore il giorno di Santo Stefano del 2002, all'età di 67 anni, dopo una breve malattia.

## Filmografia

### Costumista cinematografico
- Arrriva Dorellik, regia di Steno (1967)
- Tutti possono arricchire tranne i poveri, regia di Mauro Severino (1976)
- Mimì Bluette... fiore del mio giardino, regia di Carlo Di Palma (1976)
- Charleston, regia di Marcello Fondato (1977)
- Questo sì che è amore, regia di Filippo Ottoni (1977)
- Zio Adolfo in arte Führer, regia di Castellano e Pipolo (1978)
- Come perdere una moglie... e trovare un'amante, regia di Pasquale Festa Campanile (1978)
- I camionisti, regia di Flavio Mogherini (1982)
- Quartetto Basileus, regia di Fabio Carpi (1983)
- I fobici, regia di Giancarlo Scarchilli (1999)
- Sulla spiaggia e di là dal molo, regia di Giovanni Fago (2000)

### Costumista televisivo
- I racconti di padre Brown, regia di Vittorio Cottafavi (1970)
- Giandomenico Fracchia - Sogni proibiti di uno di noi, regia di Antonello Falqui (1975)
- Fatti e fattacci, regia di Antonello Falqui (1975)
- Professione fantasma, regia di Vittorio De Sisti (1998)
- Amare per vivere (Indiscretion of an american wife), regia di George Kaczender (1998)
- Da cosa nasce cosa, regia di Andrea Manni (1998)